# Mario Ceccobelli
Mario Ceccobelli (Marsciano, 1941. augusztus 14. –) római katolikus pap és a Gubbiói egyházmegye emeritus püspöke.

## Élete
1966. szeptember 3-án Mario Ceccobelli Raffaele Barattától, Perugia érsekétől vette át a papi rend szentségét.
II. János Pál pápa 2004. december 23-án Gubbio püspökévé nevezte ki. Perugia-Città della Pieve érseke, Giuseppe Chiaretti 2005. január 29-én szentelte püspökké; a Zomba püspöke, Allan Chamgwera és Gubbio emeritus püspöke, Pietro Bottaccioli volt a két társszentelője. A szentelésre 2005. február 6-án került sor.
Ferenc pápa 2017. szeptember 29-én elfogadta nyugdíjazását.

## Fordítás
- Ez a szócikk részben vagy egészben  a   Mario Ceccobelli című német Wikipédia-szócikk ezen változatának fordításán alapul.  Az eredeti cikk szerkesztőit annak laptörténete sorolja fel. Ez a jelzés csupán a megfogalmazás eredetét és a szerzői jogokat jelzi, nem szolgál a cikkben szereplő információk forrásmegjelöléseként.